# NiziU
NiziU (tiếng Nhật: ニジュー, Nijū, tiếng Hàn: 니쥬) là một nhóm nhạc nữ Nhật Bản được thành lập bởi JYP Entertainment và Sony Music Entertainment Nhật Bản thông qua chương trình thực tế sống còn Nizi Project vào năm 2020. Nhóm gồm 9 thành viên: Mako, Rio, Maya, Riku, Ayaka, Mayuka, Rima, Miihi và Nina., tất cả đều thông thạo 3 ngôn ngữ Nhật, Hàn, Trung. Nhóm phát hành đĩa đơn đầu tay mang tên "Step and a Step" vào ngày 2 tháng 12 năm 2020, trước đó, nhóm cũng đã phát hành mini album pre-debut "Make You Happy" vào ngày 30/6. Nhóm hoạt động song song tại 2 thị trường Nhật Bản và Hàn Quốc.

## Ý nghĩa tên gọi
Tên nhóm là sự kết hợp giữa Nizi Project và "I Need You", đại diện cho các thành viên của nhóm và người hâm mộ của họ. Hơn nữa, cách phát âm của nó theo tiếng Anh nghĩa là "cần bạn" khi được phiên âm sang tiếng Nhật, với ý nghĩa đầy đủ là, "bởi vì mọi người không bao giờ có thể thành công một mình, bạn và người hâm mộ cần có nhau.", ngoài ra còn có ý nghĩa khác là "Những con người mang nhiều màu sắc khác nhau như cầu vồng sẽ cùng nhau tỏa sáng dưới một nhóm nhạc". Tên fandom chính thức của nhóm là WithU.

## Lịch sử
NiziU là nhóm nhạc nữ được JYP nhào nặn qua chương trình thực tế sống còn Nizi Project phát sóng trực tuyến hàng tuần thông qua dịch vụ Hulu Nhật Bản và phát sóng toàn cầu thông qua kênh YouTube của JYP Entertainment giữa năm 2020. Chương trình được chia thành 2 mùa: Mùa đầu tiên phát sóng các cuộc thử giọng của các ứng viên tiềm năng trên khắp Nhật Bản, sau đó lựa chọn 14 ứng viên từ 26 người do Park Jin Young quyết định trong khi mùa 2 đưa các cô gái sang Hàn Quốc đào tạo trong 6 tháng.
Vào ngày 26 tháng 6, tập cuối cùng của show và đội hình ra mắt đã được tiết lộ. Là thành viên của JYP Entertainment, nhóm hợp tác với công ty thu âm Sony Music để bán album và quản lý các hoạt động nhóm tại Nhật Bản.

### 2020: Ra mắt công chúng với"Make You Happy"và"Step and a Step"
Nhóm phát hành pre-debut mini album "Make You Happy" vào ngày 30/6. Ngay từ sau khi công bố thời gian debut, NiziU đã nhận được sự yêu mến lớn tại Nhật Bản và dù phát hành album chính thức trước khi debut nhưng digital mini album Make You Happy được phát hành tại Hàn Quốc và Nhật Bản vào ngày 30/6 cũng đã chiếm vị trí #1 bảng xếp hạng album tổng hợp hàng tuần của Oricon. NiziU đã trở thành nhóm nhạc nữ Nhật Bản đầu tiên vượt qua 100 triệu lượt nghe trên bảng xếp hạng Oricon chỉ với đĩa đơn trước màn debut chính thức Make You Happy.  Cụ thể, tính đến ngày 11 tháng 11, Make You Happy đã vươn lên đứng thứ 5 trên BXH nghe trực tuyến hàng tuần của Oricon với 4.780.000 lượt stream trong tuần. Con số này đã đưa tổng số lượt nghe của NiziU đạt 101.520.000 và đặc biệt là nhóm vượt qua thành tích này chỉ với một ca khúc. Hơn nữa, Make You Happy còn đạt cột mốc này nhanh nhất lịch sử- 19 tuần kể từ thời điểm phát hành.
Vào ngày 25 tháng 11, nhóm phát hành MV cho đĩa đơn đầu tay Step and a Step. Một tuần sau, vào ngày 2 tháng 12, nhóm chính thức ra mắt tại Nhật Bản, đĩa đơn đã vươn lên đứng đầu bảng xếp hạng đĩa đơn hàng tuần của Oricon. Với hơn 300.000 bản được bán ra trong tuần đầu, NiziU trở thành nhóm nhạc nữ tẩu tán được nhiều album thứ hai trong lịch sử nhạc pop Nhật Bản (với sản phẩm debut), nhóm có màn trình diễn ca khúc pre-debut "Make you happy" trên sân khấu "Music Station Ultra Super Live 2020", một chương trình âm nhạc tiêu biểu của đài TV Asahi (Nhật Bản) vào ngày 25/12.
Chưa dừng lại ở đó, chương trình Kōhaku Uta Gassen 2020 lần thứ 71 của đài NHK - sự kiện đặc biệt đêm giao thừa 31/12 tổ chức hàng năm tại Nhật Bản với tỷ suất người xem trung bình là 40% đã quyết định mời Niziu tham gia. Đây là kỷ lục mới của nhóm tân binh nữ khi được tham gia sự kiện này chỉ sau 29 ngày ra mắt, phá kỷ lục trước đó của nhóm nhạc WaT là 1 tháng 29 ngày.

### 2021:Take a Picture / Poppin' Shakin,album đầu tayU
Ngày 25 tháng 1, nhiều phương tiện truyền thông của Nhật Bản đã đưa tin rằng các thành viên của NiziU đã khởi hành đến Hàn Quốc từ sân bay Narita vào ngày 19 tháng 1. Và mới đây, tờ Insider tiếp tục xác nhận rằng nhóm nhạc nữ đã trở lại Hàn Quốc để bắt đầu chuẩn bị cho album mới của nhóm. Tuy nhiên, với tình hình hiện tại, nhiều người cho rằng không nên có bất kỳ kế hoạch quảng bá hay ghi hình nào tại Hàn Quốc. Dẫu vậy, bất chấp những khó khăn do đại dịch COVID-19 gây ra, quá trình chuẩn bị cho album mới của NiziU không thể bị trì hoãn lâu hơn nữa. Mặc dù thị trường quảng bá chính của nhóm là ở Nhật Bản, các cô gái sẽ tiếp tục làm việc với đội ngũ sản xuất và nhân viên ở Hàn Quốc của JYP Entertainment để chuẩn bị các bản thu âm nằm trong album của họ.
Nhóm công bố sẽ ra mắt single Take a Picture / Poppin' Shakin vào ngày 7 tháng 4. Single đã 2 ngày liên tiếp dẫn đầu bảng xếp hạng ca khúc của Oricon (Nhật Bản). Ngoài ra, tính đến chiều ngày 8/4, sản phẩm mới của NiziU cũng đứng số 1 trên bảng xếp hạng album của iTunes và dẫn đầu bảng xếp hạng ca khúc của Apple Music tại Nhật Bản. Trong ngày đầu phát hành, toàn bộ các ca khúc nằm trong album như "AWA", "mu-mo" đều chiếm vị trí từ 1 đến 3 trên các bảng xếp hạng tại xứ sở hoa anh đào.
Cùng với đó, MV ca khúc chủ đề "Poppin’ Shakin" cũng đã dẫn đầu bảng xếp hạng trending trên kênh Youtube. MV ca khúc lót đường được phát hành trước "Take a picture" cũng đạt hơn 30 triệu lượt xem chỉ sau 7 ngày.
Tất cả các ca khúc trong đĩa đơn thứ hai "Take a picture / Poppin’ Shakin" của NiziU đều được chọn làm nhạc quảng cáo cho các doanh nghiệp tại Nhật Bản ngay từ trước khi phát hành chính thức. Hai ca khúc chủ đề kép đã được sử dụng để quảng cáo cho dự án mới của Coca-Cola tại Nhật Bản và hãng viễn thông Softbank, còn ca khúc "I AM" đã được chọn làm bài hát quảng cáo cho thương hiệu mỹ phẩm KOSE.
Nhóm thông báo sẽ ra mắt album đầu tay U vào ngày 24/11.

## Thành viên
- Chú thích: In đậm là trưởng nhóm

| Nghệ danh | Nghệ danh | Nghệ danh | Tên khai sinh       | Tên khai sinh   | Tên khai sinh  | Tên khai sinh | Tên khai sinh        | Vai trò                               | Ngày sinh         | Nơi sinh           | Quốc tịch | Màu đại diện |
| Latinh    | Hangul    | Kana      | Latinh              | Hangul          | Hira           | Hanja         | Hán Việt             | Vai trò                               | Ngày sinh         | Nơi sinh           | Quốc tịch | Màu đại diện |
| Mako      | 마코      | マコ      | Yamaguchi Mako      | 야마구치 마코   | やまぐち まこ  | 山口真子      | Sơn Khẩu Chân Tử     | Trưởng nhóm, nhảy chính, hát phụ, rap | 4 tháng 4, 2001   | Fukuoka, Nhật Bản  | Nhật Bản  |              |
| Rio       | 리오      | リオ      | Hanabashi Rio       | 하나바시 리오   | はなばし りお  | 花橋梨緒      | Hoa Kiều Lê Tự       | Nhảy chính, hát phụ, rap              | 4 tháng 2, 2002   | Aichi, Nhật Bản    | Nhật Bản  |              |
| Maya      | 마야      | マヤ      | Katsumura Maya      | 카츠무라 마야   | かつむら まや  | 勝村摩耶      | Thắng Thôn Ma Tà     | Hát dẫn                               | 8 tháng 4, 2002   | Ishikawa, Nhật Bản | Nhật Bản  |              |
| Riku      | 리쿠      | リク      | Oe Riku             | 오오에 리쿠     | おおえ りく    | 大江梨久      | Đại Giang Lê Cửu     | Nhảy dẫn, hát dẫn                     | 26 tháng 10, 2002 | Kyōto, Nhật Bản    | Nhật Bản  |              |
| Ayaka     | 아야카    | アヤカ    | Arai Ayaka          | 아라이 아야카   | あらい あやか  | 新井彩香      | Tân Đán Thái Hương   | Visual, hát phụ                       | 20 tháng 6, 2003  | Tokyo, Nhật Bản    | Nhật Bản  |              |
| Mayuka    | 마유카    | マユカ    | Ogou Mayuka         | 오고 마유카     | おごう まゆか  | 小合麻由佳    | Tiểu Hiệp Ma Do Giai | Rap dẫn, hát phụ                      | 13 tháng 11, 2003 | Kyōto, Nhật Bản    | Nhật Bản  |              |
| Rima      | 리마      | リマ      | Yokoi Rima          | 나카바야시 리마 | よこい りま    | 中林里茉      | Trung Lâm Lí Mạt     | Rap chính, nhảy dẫn, hát phụ          | 26 tháng 3, 2004  | Tokyo, Nhật Bản    | Nhật Bản  |              |
| Miihi     | 미이히    | ミイヒ    | Suzuno Miihi        | 스즈노 미이히   | すずの みいひ  | 鈴野未光      | Linh Dã Vị Quang     | Hát dẫn, nhảy dẫn                     | 12 tháng 8, 2004  | Kyōto, Nhật Bản    | Nhật Bản  |              |
| Nina      | 니나      | ニナ      | Nina Makino Hillman | 니나 힐먼       | ひるまん・にな | 牧野仁菜      | Mục Dã Nhân Thái     | Hát chính, em út                      | 27 tháng 2, 2005  | Washington, Hoa Kỳ | Hoa Kỳ    |              |
| Nina      | 니나      | ニナ      | Nina Makino Hillman | 니나 힐먼       | ひるまん・にな | 牧野仁菜      | Mục Dã Nhân Thái     | Hát chính, em út                      | 27 tháng 2, 2005  | Washington, Hoa Kỳ | Nhật Bản  |              |

## Danh sách đĩa nhạc

### Album
| Tên | Chi tiết | Vị trí xếp hạng cao nhất | Vị trí xếp hạng cao nhất | Doanh số      |
| Tên | Chi tiết | Nhật Bản                 |                          | Doanh số      |
| Tên | Chi tiết | JPN                      | JPN Hot                  | Doanh số      |
| U   | - Phát hành: 24 tháng 11 năm 2021 - Hãng đĩa: JYP Entertainment, Epic Records Japan - Định dạng: CD, digital download, streaming | 1                        | 1                        | - NB: 179,420 |

### Đĩa mở rộng
| Tên            | Chi tiết | Vị trí xếp hạng cao nhất | Vị trí xếp hạng cao nhất | Vị trí xếp hạng cao nhất | Doanh số             | Chứng nhận          |
| Tên            | Chi tiết | Nhật Bản                 |                          |                          | Doanh số             | Chứng nhận          |
| Tên            | Chi tiết | OriconPhy.               | OriconDig.               | Hot                      | Doanh số             | Chứng nhận          |
| Make You Happy | - Phát hành: 30 tháng 6 năm 2020 - Hãng đĩa: JYP Entertainment, Epic Records Japan - Định dạng: digital download, streaming | —                        | 1                        | 1                        | - NB: 118,190 (dig.) | - RIAJ: Vàng (dig.) |

### Đĩa đơn
| Năm  | Tên               | Vị trí xếp hạng cao nhất | Vị trí xếp hạng cao nhất | Doanh số                                 | Chứng nhận                                           | Album          |
| Năm  | Tên               | Nhật Bản                 |                          | Doanh số                                 | Chứng nhận                                           | Album          |
| Năm  | Tên               | JPN                      | JPN Hot                  | Doanh số                                 | Chứng nhận                                           | Album          |
| 2020 | "Make You Happy"  | —                        | 2                        | - NB: 298,027 (dig.)                     | - RIAJ: - Bạch kim (dig.) - Bạch kim (st.)           | Make You Happy |
| 2020 | "Step and a Step" | 1                        | 1                        | - NB: 429,940 (phy.) - NB: 80,876 (dig.) | - RIAJ: - Bạch kim (phy.) - Vàng (dig.) - Vàng (st.) |                |
| 2021 | "Take a picture"  | 1                        | 1                        | - NB: 69,136 (dig.)                      |                                                      |                |
| 2021 | "Take a picture"  | 1                        | 1                        | - NB: 339,701 (phy.)                     |                                                      |                |
| 2021 | "Poppin' Shakin'" | 1                        | 7                        |                                          |                                                      |                |
| 2021 | "Poppin' Shakin'" | 1                        | 7                        | - NB: 69,553 (dig.)                      |                                                      |                |

### Ca khúc khác
| Năm  | Tên                                 | Vị trí xếp hạng cao nhất | Doanh số           | Chứng nhận        | Album          |
| Năm  | Tên                                 | Nhật Bản                 | Doanh số           | Chứng nhận        | Album          |
| Năm  | Tên                                 | JPN Hot                  | Doanh số           | Chứng nhận        | Album          |
| 2020 | "Baby I'm a Star"                   | 14                       |                    | - RIAJ: Bạc (st.) | Make You Happy |
| 2020 | "Boom Boom Boom"                    | 15                       | - RIAJ: Bạc (st.)  |                   | Make You Happy |
| 2020 | "Beyond the Rainbow" (虹の向こうへ) | 19                       | - RIAJ: Bạc (st.)  |                   | Make You Happy |
| 2020 | "Sweet Bomb!"                       | 42                       | - NB: 8,850 (dig.) |                   |                |
| 2020 | "Joyful"                            | 44                       | - NB: 8,476 (dig.) |                   |                |
| 2020 | "I Am"                              | 49                       | - NB: 7,698 (dig.) |                   |                |

## Giải thưởng và đề cử
| Năm  | Sự kiện                            | Hạng mục                           | Đề cử          | Kết quả   |
| 2020 | MTV Video Music Awards Japan       | Best Dance Video                   | Make you happy | Đoạt giải |
| 2020 | Japan Record Awards                | Special Achievement Award          | NiziU          | Đoạt giải |
| 2020 | Yahoo! Japan Search Awards 2020    | Idol Category Award                | NiziU          | Đoạt giải |
| 2020 | Vogue Japan Women of the Year 2020 | Idol Category Award                | NiziU          | Đoạt giải |
| 2021 | 35th Japan Gold Disc Award         | Best 5 New Artist                  | NiziU          | Đoạt giải |
| 2021 | 35th Japan Gold Disc Award         | Best 5 Songs by Download           | Make you happy | Đoạt giải |
| 2021 | 35th Japan Gold Disc Award         | Best 5 Songs by Streaming          | Make you happy | Đoạt giải |
| 2021 | MTV Video Music Awards Japan       | Best Buzz Award                    | NiziU          | Đề cử     |
| 2021 | Asia Artist Awards                 | Female Idol Group Popularity Award | NiziU          | Đoạt giải |
| 2021 | Japan Record Awards                | Grand Prix                         | Take a picture | Đề cử     |
| 2021 | Japan Record Awards                | Excellent Work Award               | Take a picture | Đoạt giải |